# Skytaxi-Luftfahrt-Flug 228B
Der Skytaxi-Luftfahrt-Flug 228B (Flugnummer: STC228B) war ein Geschäftscharterflug der österreichischen Fluggesellschaft Skytaxi Luftfahrt GmbH am 14. Dezember 2017, auf dem eine auf dem Flugplatz Egelsbach gestartete Cessna Citation Mustang im Endanflug auf den Flughafen Friedrichshafen nach einem Kontrollverlust bei Waldburg-Sieberatsreute abstürzte. Infolge des Unfalls kam es zum Tod der beiden Piloten, des Passagiers sowie zum Totalverlust der eingesetzten Maschine. Es handelte sich um den weltweit ersten Flugunfall des seit 2004 produzierten Flugzeugtyps, der mit einem Totalverlust der Maschine verbunden war und bei dem es Todesopfer gab.

## Maschine
Bei der verunfallten Maschine handelte es sich um eine Cessna Citation Mustang. Das Flugzeug mit der Seriennummer 510-0049 war im Jahr 2007 endmontiert worden und für sieben Passagierplätze zugelassen. Die Maschine wurde zunächst am 19. Dezember 2007 mit dem Luftfahrzeugkennzeichen N13616 auf die US-amerikanische GLOBE AERO LTD. INC. zugelassen, bei der sie bis zum 4. März 2008 in Betrieb blieb. Sie erhielt später das kroatische Kennzeichen 9A-CSG. Später war sie mit dem serbischen Luftfahrzeugkennzeichen YU-SPM für die Prince Aviation in Betrieb. Im April 2016 übernahm die Skytaxi Luftfahrt GmbH die Maschine und ließ sie mit dem Kennzeichen OE-FWD zu. Das zweistrahlige Geschäftsreiseflugzeug war mit zwei Turbofantriebwerken des Typs Pratt & Whitney Canada PW615F-A ausgestattet. Bis zum Zeitpunkt des Unfalls hatte die Maschine eine Gesamtbetriebsleistung von 3.606 Betriebsstunden absolviert.

## Insassen
Es befanden sich eine zweiköpfige, österreichische Besatzung und als einziger Passagier der 79-jährige deutsche Unternehmer Josef Wund an Bord.
Der 45-jährige Flugkapitän war neben der Cessna Citation Mustang auch für die Embraer EMB-500 und die Embraer EMB-505 lizenziert. Er verfügte über 2.816 Stunden Flugerfahrung, wovon er etwa 2.000 Flugstunden mit der Cessna Citation Mustang absolviert hatte. Von seiner Gesamtflugerfahrung entfielen 1.953 Stunden auf Flüge im Instrumentenflug und 246 Stunden auf Nachtflüge. Der Flugkapitän war zugleich Geschäftsführer des Unternehmens, das für die virtuelle Fluggesellschaft Skytaxi Luftfahrt GmbH aus Bregenz, welche die Flüge vermarktete, den Flugbetrieb sicherstellte.
Der 49-jährige Erste Offizier verfügte über eine Gesamtflugerfahrung von ca. 800 Flugstunden, wovon 140 Stunden auf die Cessna Citation Mustang entfielen.

## Unfallhergang
Die Maschine hob um 17:43 Uhr in Egelsbach ab. Der Flug wurde nach Instrumentenflugregeln durchgeführt. Die Maschine stieg bis auf Flugfläche 210. Um 17:59 Uhr, als sich die Maschine nordwestlich von Stuttgart befand, wurden die Piloten angewiesen, auf Flugfläche 170 zu sinken. Um 18:01 Uhr wurde ein weiterer Sinkflug auf Flugfläche 150 angewiesen. Um 18:03 Uhr wurden die Piloten angewiesen, auf Swiss Radar zu wechseln. Nachdem dies geschehen war, wies Swiss Radar die Piloten an, auf Flugfläche 110 zu sinken. Um 18:05 Uhr nahmen die Piloten Kontakt mit der Anflugkontrolle in Zürich auf, welche den Piloten die ILS-gestützte Landebahn 24 zuwies und die Maschine mit Vektoren zum Anflug führte. Um 18:06 Uhr wurden ein Kurs von 140 Grad und ein weiterer Sinkflug auf Flugfläche 90 angewiesen. Um 18:10 Uhr wurde ein weiterer Sinkflug auf 6.000 Fuß angewiesen. Im Anschluss wurde beobachtet, wie die Maschine beim Einkurven für den Endanflug die Anfluggrundlinie leicht überflog und dann stark zu sinken begann. Um ca. 18:14 Uhr streifte die Maschine in einem Waldstück Baumwipfel. Sie flog mit einer hohen Geschwindigkeit weiter, bis sie in einem 1.000 Meter weiter entfernt gelegenen Waldstück abstürzte. Dabei kamen alle drei Insassen ums Leben und die Maschine wurde zerstört.

## Ursache
Die Flugunfalluntersuchung wurde dadurch erschwert, dass die Maschine weder mit einem Flugdatenschreiber, noch mit einem Cockpit Voice Recorder ausgerüstet gewesen war. Beide Aufzeichnungsgeräte waren auch nicht vorgeschrieben.
Die BFU sah in dem Unfall die Folge eines plötzlichen Kontrollverlusts über die Maschine in Wolken beim Eindrehen für den Anflug auf Friedrichshafen in der Dunkelheit.
Als beitragender Faktor wurde das Wettergeschehen mit leichten bis mäßigen Turbulenzen, Schneefall und Vereisung angegeben. Die BFU merkte an, dass gesicherte Ursachen für den  Kontrollverlust aufgrund fehlender Informationen über die Ereignisse an Bord des Flugzeugs nicht ermittelt werden konnten.